# Торское (Краматорский район)
То́рское (укр. Торське) — село в Краматорском районе Донецкой области Украины, входит в состав Лиманской городской общины. 

## История

### Основание села
Первым достоверным документальным свидетельством о существовании Торского является сохранившийся в архиве РГАДА план, созданный 23 июня 1813 года губернским землемером секретарём Левицким, в котором есть упоминание о первоначальном межевании: «План Слободско Украинской Губернии Купинскаго Уезда деревни Торской с принадлежащими к ней всеми Землями которая вовладении Состоит однодворцов Межевание учиненнаго в 1767-м году Землемером капитаном Басиными, а вновь Снимал 1813-го года Июня 23 дня Землемер Губернский Секретар Левицкий». Деревня Торская была населена русскими однодворцами. Согласно дневника путешествия академика Гюльденштедта по Слободско-Украинской губернии (1774), однодворцы были переселены из Тора (современный Славянск) в слободу Сухареву: «они поселились в слободе и основали себе хутора по нижнему течению речки Жеребца». Затем, однодворцы Сухаревой основали «торские» хутора по верхнему течению реки Жеребца.

### Последующая история
В 1787 году по инициативе князя Г. А. Потёмкина в южных губерниях Российской империи было создано Екатеринославское казачье войско, в которое вошли и однодворцы деревни Торской, превратившейся в «станицу». Однако, уже в 1798 году торцы, сухаревцы и ямполовцы снова вернулись в сословие однодворцев. В 1802 году состоялось переселение части жителей деревни Торской на Кавказскую линию (в станицу Ладожскую). Переселенцами стали части следующих семей: Дятловы, Иголкины, Тырины, Смородины, Мальцовы, Тимохины, Мерсаловы, Парфеновы, Хохлины, Дуравкины, Солодиловы, Голощаповы, Малыхины, Шиловы, Фомины.
В начале XIX века в Торскую в связи с обилием в ней пахотной земли переселялись однодворцы из слободы Олешни Лебединского уезда (в 1805 году) и села Введенки Змиевского уезда (в 1807 году). В 1805—1811 годах среди однодворцев распространилась «духоборческая ересь», часть жителей Тосркой были переведены в Мелитопольский уезд Таврической губернии.
В 1825 году часть казённых селений (однодворцы и войсковые обыватели) южной части Слободско-Украинской губернии была выделена правительством для военных поселений. Торская была определена для поселения Псковский 2-й лейб-драгунский полк. Согласно переписи 1825 года в деревне Торской состояло: мужеского пола — 465 душ; женского пола — 490 душ, проживавших в 131 доме, 5 садов, 157 лошадей, 101 пара волов, 358 «гулячего рогатого скота», 754 овцы, 8 колодок пчел, 254 свиньи, 1310 единиц разной птицы. Не молоченного хлеба было 554 копны, молоченного 285 четвертей, посеянного 631 четверть. За владельцами находилось 3 ветряные мельницы.

В ноябре 1828 г., после смены мест Округов, деревня Торская оказалась в Округе военного поселения Глуховского кирасирского полка (1 поселенный эскадрон, 2 взвод). После ликвидации военных поселений (1857 г.) все жители деревни Торской стали южными поселянами а затем государственными крестьянами.

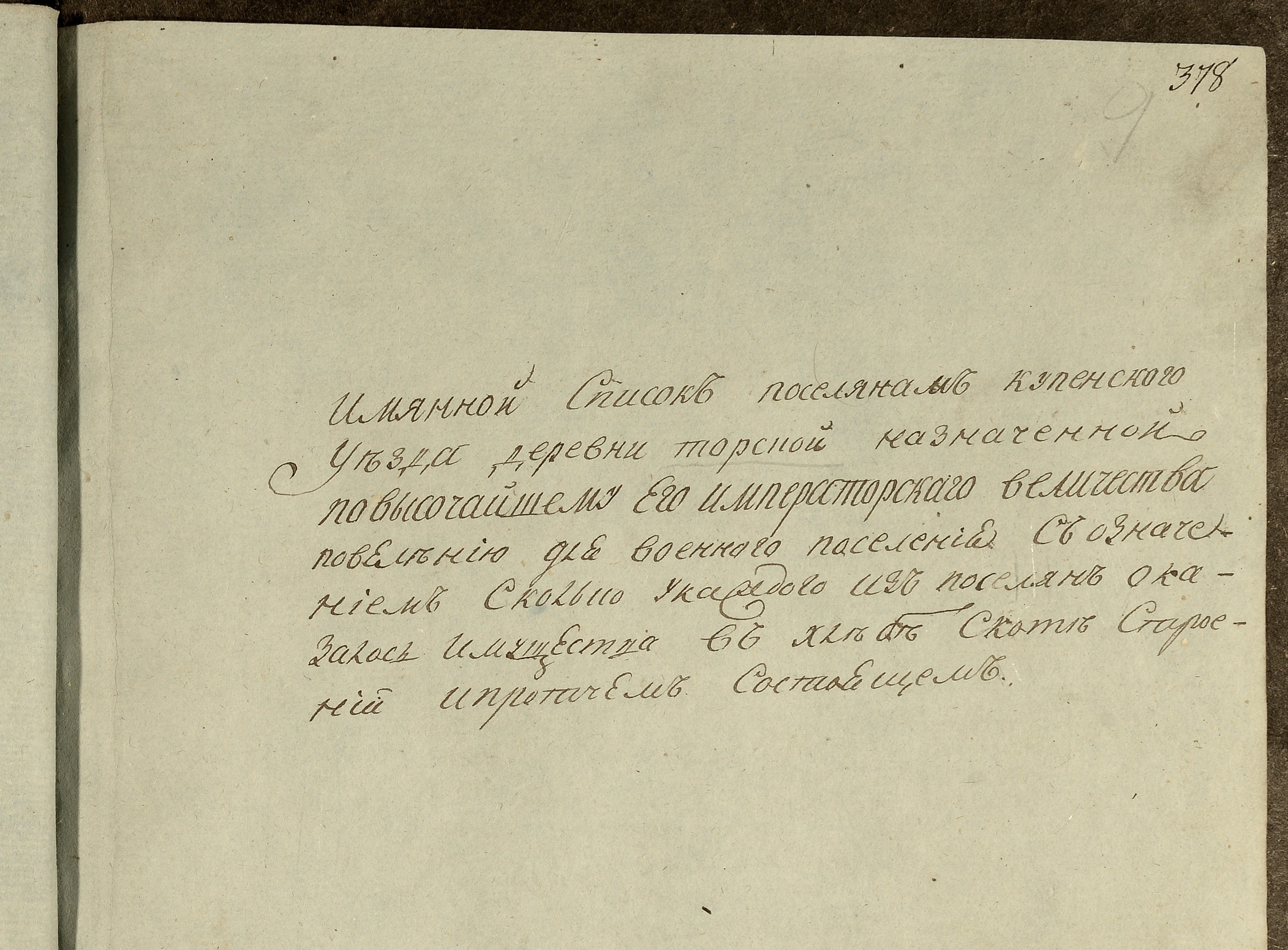
Сдаточная перепись 1825 года

## Население
| Год  | Человек | Мужчин | Женщин | Источник           | Ссылка        |
| ---- | ------- | ------ | ------ | ------------------ | ------------- |
| 1782 | 293     | 153    | 140    | Ревизия            | [ 7 ]         |
| 1795 | 425     | 203    | 222    | Ревизия            | [ 7 ]         |
| 1798 | 461     | 232    | 229    | Исповедная роспись | [ 8 ]         |
| 1799 | 434     | 213    | 221    | Исповедная роспись | [ 9 ]         |
| 1811 |         | 345    |        | Ревизия            | [ 3 ]         |
| 1816 | 572     | 299    | 273    | Ревизия            | [ 4 ]         |
| 1825 | 955     | 465    | 490    | Сдаточная перепись | [ 5 ]         |
| 1835 | 968     | 450    | 518    | Семейная перепись  | [ 10 ]        |
| 1841 | 1141    | 542    | 599    | Исповедная роспись | [ 11 ]        |
| 1850 | 1808    | 909    | 899    | Исповедная роспись | [ 12 ]        |
| 1858 | 2179    | 1107   | 1072   | Ревизия            | [ 13 ] [ 14 ] |
| 1875 | 3200    | 1629   | 1571   | Исповедная роспись | [ 15 ]        |

Численность населения Торского за XVIII—XIX вв. возможно оценить благодаря сохранившимся ревизским сказкам (проводившиеся Харьковской Казённой палатой), военным переписям (проводившимся в военных поселениях) а также исповедным росписям Николаевской церкви слободы Сухаревой, Георгиевской церкви слободы Поповки, Вознесенской церкви слободы Торской. Торские жители до 1841 года были прихожанами церкви Николая Чудотворца соседней слободы Сухаревой. После перенесения деревянной церкви из Сухаревой в деревню Дробышеву жители первой переселились в Торскую. С 1842 по 1858 гг. жители Торской были прихожанами Георгиевской церкви соседней слободы Поповки (современное Заречное (Лиманский район)). Из-за большого числа прихожан в Георгиевской церкви было два причта: священника Андрея Краснопольского (военные поселяне малороссы слободы Поповки) и священника Иоанна Оптовцова (военные поселяне великороссы деревни Торской). В 1859 году была построена и освящена Вознесенская церковь в Торском, которая функционировала до 1919 г. Инициаторами строительства были сами жители Торского, которые собрали необходимую для этого сумму.

## Топонимы
Вторым названием Торского было «Байрочек».